# Slovenské Lodenice Typ Jümme
Der Typ Jümme ist ein Serienfrachtschiffstyp der Werft Slovenské Lodenice in Komárno.

## Einzelheiten
Die flussgängigen Küstenmotorschiffe des Jümme-Typs sind als Mehrzweck-Trockenfrachtschiffe mit weit achtern über dem Maschinenraum angeordnetem Deckshaus, einem langen mittleren und einem kürzeren vorderen Laderaum ausgelegt. Der Typ verfügt über ein festes Deckshaus und zwei kastenförmige (box-shaped) Laderäume mit einem Rauminhalt von zusammen 4516 m3, die von elektrohydraulischen Faltlukendeckeln verschlossen werden und in denen zwei versetzbare Schotten eingesetzt werden können. Der vordere Laderaum ist 25,20 Meter, der achtere 31,75 Meter lang und beide Laderäume sind jeweils 10,10 Meter breit und 7,45 Meter hoch. Die Tankdecke, welche mit bis zu 15 t/m² belastet werden kann, ist für den Ladungsumschlag mit Greifern und den Transport von Schwergut verstärkt. Die Stauung von Containern ist lediglich auf den Lukendeckeln des hinteren Laderaums vorgesehen.
Angetrieben werden die Schiffe der Baureihe von einem Wärtsilä-Sechszylinder-Viertakt-Dieselmotor des Typs 6L20 mit einer Leistung von rund 1200 kW, der über ein Untersetzungsgetriebe auf einen Verstellpropeller und einen Wellengenerator wirkt. Weiterhin stehen Hilfs- und Notdiesel zur Verfügung. Die An- und Ablegemanöver werden durch ein Bugstrahlruder unterstützt.
Die eisverstärkten Rümpfe wurden in Sektionsbauweise zusammengefügt. Die Schiffe haben einen bis zur Wasserlinie senkrechten und darüber leicht ausfallenden Steven ohne Wulstbug.
Die Einheiten der Jümme-Baureihe werden vorwiegend in der kleinen und mittleren Fahrt eingesetzt, sind aber für die weltweite Fahrt zugelassen.

## Die Schiffe (Auswahl)
| Slovenské Lodenice Typ Jümme | Slovenské Lodenice Typ Jümme | Slovenské Lodenice Typ Jümme | Slovenské Lodenice Typ Jümme | Slovenské Lodenice Typ Jümme                                                         | Slovenské Lodenice Typ Jümme                        |
| Bauname                      | Bau- nummer                  | IMO-Nummer                   | Ablieferung                  | Auftraggeber                                                                         | Umbenennungen und Verbleib                          |
| ---------------------------- | ---------------------------- | ---------------------------- | ---------------------------- | ------------------------------------------------------------------------------------ | --------------------------------------------------- |
| Lady Clara                   | 2105                         | 9375800                      | April 2007                   | Reederei Bojen, Neermoor MS „Okko tom Brook“ Reederei Bojen GmbH & Co. KG            | 2007 Okko tom Brook, 2011 Lady Clara                |
| Fokko Ukena                  | 2106                         | 9375812                      | Mai 2007                     | Reederei Bojen, Neermoor MS „Fokko Ukena“ Reederei Bojen GmbH & Co. KG               | -                                                   |
| Edzard Cirksena              | 2107                         | 9375824                      | Februar 2008                 | Reederei Bojen, Neermoor MS „Edzard Cirksena“ Reederei Bojen GmbH & Co. KG           | -                                                   |
| Imel Abdena                  | 2108                         | 9375836                      | Mai 2008                     | Reederei Bojen, Neermoor MS „Imel Abdena“ Reederei Bojen GmbH & Co. KG               | 2011 Lady Mary                                      |
| Sibet Attena                 | 2109                         | 9375848                      | Juli 2008                    | Reederei Bojen, Neermoor MS „Sibet Attena“ Reederei Bojen GmbH & Co. KG              | 2008 Wilson Antwerp, 2011 Antwerp                   |
| Folkmar Allena               | 2110                         | 9375850                      | August 2008                  | Reederei Bojen, Neermoor MS „Folkmar Allena“ Reederei Bojen GmbH & Co. KG            | 2008 Wilson Aveiro, 2011 Aveiro, 2018 Wilson Aveiro |
| Hero Omken                   | 2111                         | 9313709                      | Oktober 2008                 | Reederei Bojen, Neermoor MS „Hero Omken“ Reederei Bojen GmbH & Co. KG                | 2008 Wilson Aviles                                  |
| Ayr                          | 2112                         | 9313711                      | Januar 2009                  | Reederei Bojen, Neermoor MS „Hayo Unken“ Reederei Bojen GmbH & Co. KG                | 2009 Wilson Ayr, 2011 Ayr                           |
| Störtebeker                  | 2113                         | 9313723                      | März 2009                    | Reederei Bojen, Neermoor MS „Störtebeker“ Reederei Bojen GmbH & Co. KG               | 2009 Wilson Aberdeen, 2011 Aberdeen                 |
| Tanne Kankena                | 2114                         | 9313735                      | November 2009                | Reederei Bojen, Neermoor MS „Tanne Kankena“ Reederei Bojen GmbH & Co. KG             | 2009 Wilson Amsterdam                               |
| Wilson Avonmouth             | 2117                         | 9313747                      | April 2010                   | Reederei Bojen, Neermoor MS „Affo Beninga“ Reederei Bojen GmbH & Co. KG              | -                                                   |
| Wilson Astakos               | 2118                         | 9313759                      | Juli 2010                    | Reederei Bojen, Neermoor MS „Gata Noneka“ Reederei Bojen GmbH & Co. KG               | 2023 Vertom Karianne                                |
| Wilson Algeciras             | 2119                         | 9507350                      | September 2010               | Reederei Bojen, Neermoor Bojen Schiffahrtsbetrieb GmbH & Co. KG, MS „Luwert Saninga“ | 2023 Vertom Marjolijn                               |
| Wilson Almeria               | 2120                         | 9507362                      | Oktober 2010                 | Reederei Bojen, Neermoor Bojen Schiffahrtsbetrieb GmbH & Co. KG, MS „Haye Ikenson“   | 2023 Vertom Isa                                     |
| Wilson Alicante              | 2121                         | 9507374                      | Dezember 2010                | Reederei Bojen, Neermoor Bojen Schiffahrtsbetrieb GmbH & Co. KG, MS „Nanke Düren“    | 2024 Vertom Eva                                     |
| Daten: Equasis, grosstonnage |                              |                              |                              |                                                                                      |                                                     |